# Вентурели-Фенили (Верона)
Вентурели-Фенили је насеље у Италији у округу Верона, региону Венето.
Према процени из 2011. у насељу је живело 124 становника. Насеље се налази на надморској висини од 113 м.